# 常咬住
常咬住（1244年—1304年），信都人，元朝官员。

## 生平
忽必烈伐南宋，回军路过顺德，追思兀迩笃，召见常咬住，令他入值宿卫。1267年，让来兴回到他家，他说：“来兴侍奉大汗日久，岂能再为臣奴？”下拜推辞。忽必烈赐他钞币，命他和董文忠同值宿卫。1272年，派常咬住侍奉皇太子真金，赐给他巾服、佩刀。1294年，改任中顺大夫、家令司丞。元成宗即位，转任吏部尚书、内宰司丞，1298年（大德八年）进升为资善大夫、同知宣徽院事。1304年去世，年六十一岁。1315年，赠推诚宣力保德功臣、太师、开府仪同三司、上柱国，追封信都王，谥忠懿。

## 家族
祖父常资，成吉思汗选入宿卫，管理御膳。
父兀迩笃袭职，兼纳怜总管奴婢。1252年夏，蒙古诸王在驴驹河上大会，河水暴涨，兀迩笃亲自营护祭品，被大汗蒙哥赞赏。兀迩笃因此得病，赐医药费在家养病，以其奴来兴代替他的职务。次年，去世。
两个儿子：常普兰奚、常小和尚。